# 根管
根管（root canal）是指牙根部的空隙。根管是牙齒內部自然形成空間之一，包括了牙髓腔（在牙齒的冠狀部分內）、主根管、以及更複雜的分支，分支可以是連接根管和根管，或是連接根管和牙根表面。

## 結構
牙齒的中心是空的，其中有神經、血管、結締組織等軟組織。在冠狀部分的空隙較大，稱為牙髓腔。空隙會一直延伸到牙根，類似鉛筆和中間石墨的關係。牙髓會透過血管吸收營養，也有感覺神經將信號送回大腦。若牙髓受傷，或是接受根管治疗术，牙齒會疼痛。
根管解剖學包括了牙髓腔和根管，這二部份都包括了牙髓。較小的分支，稱為副根管（accessory canals），多半會出現在較靠近牙根底部（根尖），不過也可能出現在牙根的任何位置。每顆牙齒根管的總數會依牙根的數量而不同，從一個到四個都有。有時也會有五個或更多個。有時一個牙根會超過一個根管。有些牙齒的內部結構會比其他的要複雜。
特殊的根管形狀、複雜的分支（特別是有水平方向的分支）以及多個根管常常是根管治療沒有效果的原因。若有第二個根管，但牙醫沒有注意到，且該根管沒有清理乾淨，填補好，此根管可能會感染，讓根管治療失效。

### 根管系統
牙齒內部解剖結構的特徵以及複雜性已被徹底的研究。沃爾特·赫斯（Walter Hess）早在1917年就用在上千顆牙齒上的複製技術，他指出牙根的內部空間是複雜的系統，其中有中心區域（截面為圓形、橢圓形或不規則形狀的根管）以及水平部份（根管喓、橫向交通枝或側根管。實際上水平部份的體積可能比較大，因此這對牙醫用工具清潔根管內部是個挑戰。因為這些部份壞死牙髓的殘餘物或是感染性成份不容易去除。若將根管畫成光滑的圓錐形狀，這往往太理想化，低估了真實根管器械需要處理的範圍。

## 外部連結
- Root Canals at WebMD （页面存档备份，存于）
- Video on Direct Pulp Capping, an alternative to Root Canal therapy （页面存档备份，存于）